# Тереза Керндлова
Тереза Керндлова (чеськ. Tereza Kerndlová нар. 6 жовтня 1986) — чеська співачка родом із Брно, що стала відомою завдяки її участі на «Євробаченні 2008».
Пісня «Have Some Fun» (укр. Веселіться!) була представлена в першому півфіналі й посіла в ньому лише 18-е (передостаннє) місце, отримавши всього 8 балів. Проте, цей результат залишається найкращим за всю історію участі країни (2007 і 2009 Чехія посідала останні місця в півфіналах, з результатами 1 і 0 балів, відповідно).